# Concerto pour trompette de Telemann
Pour les articles homonymes, voir Concerto pour trompette (homonymie).
Les Concertos pour trompette, cordes et continuo en ré majeur sont des concertos de Georg Philipp Telemann. Ils comportent chacun quatre mouvements.

## Analyses des œuvres
Il est difficile de distinguer les deux concertos, autrement que par leurs mouvements.
51 D7
1. Adagio
2. Allegro
3. Grave
4. Allegro

1. Allegro
2. Grave
3. Aria
4. Vivace

54 D3 pour 3 trompettes
1. Intrada
2. Grave
3. Allegro
4. Largo
5. Vivace

54 D4 pour 3 trompettes
1. Largo
2. Allegro
3. Adagio
4. Presto